# Peter Garell
Peter Garell, auch Peter Trost-Garell, (* vor 1970) ist ein österreichischer Schauspieler. 
Peter Garell arbeitete auf der Bühne als Theaterschauspieler und Musicaldarsteller. In der Spielzeit 1971/72 war er am Theater Central Bonn und am Theater am Käfigturm (Kammerspielhaus) in Bern engagiert. In der Spielzeit 1973/74 spielte er im Theater des Westens in Berlin an der Seite von Dagmar Koller, Claus Wilcke, Mircea Krishan und Kurt Pratsch-Kaufmann in dem Musical Irma la Douce. In der Spielzeit 1974/75 gastierte er erneut am Theater des Westens in Berlin.
In der Spielzeit 1986/87 war er an der „Intimen Bühne am Franz-Josefs-Kai“ in Wien engagiert. In der Theatersaison 1992/93 spielte er im Juli/August 1993 in Österreich bei den „Sommerspielen Grein“ die Rolle des Bernhard Kersal, den alternden ehemaligen Liebhaber der Titelrolle, in der Komödie Finden Sie, daß Konstanze sich richtig verhält von Somerset Maugham.
Garell spielte in den 1970er Jahren einige Rollen in internationalen Kinofilmen. Auch war er in Österreich und Deutschland in einigen Fernsehproduktionen zu sehen. 
Als seinen ersten Filmauftritt führt die Filmdatenbank IMDb die Komödie Der Prokurator oder Die liebe der schönen Bianca aus dem Jahr 1972, eine Fernsehproduktion des ZDF nach Motiven der Erzählung Der Prokurator von Johann Wolfgang von Goethe, in der Garell gemeinsam mit Matthias Fuchs, Johanna Matz und Jane Tilden zu sehen war. 1974 hatte er eine Nebenrolle in dem Thriller Das Manifest, eine politische Parabel über einen Armeeputsch in einem geografisch nicht eindeutig festgelegten südöstlichen Land, von Antonis Lepeniotis. 1975 spielte er in dem international mit Timothy Dalton, Dirk Bogarde und Ava Gardner hochkarätig besetzten Polit-Thriller Vollmacht zum Mord unter der Regie von Cyril Frankel die Rolle des Carlo. In der aufwendig, inszenierten, mit Tony Curtis in einer Doppelrolle und mit zahlreichen Stars des europäischen Kino besetzten Sexfilmkomödie, in der „bezopfte Gags, Klamauk und aufgesetzte Munterkeit dominierten“, ist Garells Mitwirkung in einer Nebenrolle nachgewiesen; Regie bei diesem Film führte Franz Antel unter seinem, für Produktionen dieser Art verwendeten internationalem Pseudonym Francois Legrand. In der US-amerikanischen Miniserie Holocaust – Die Geschichte der Familie Weiß spielte er 1978 den jüdischen Partisanen Yuri, der unter Onkel Sascha in der Ukraine kämpfte. 1979 spielte er in dem „einfältigen und geschmacklosen“ (Filmjahr 1979), „degoutanten Sexfilm“ (Lexikon des Internationalen Films) Monique, mein heißer Schoß als Liebhaber der Titelfigur seine einzige echte Hauptrolle in einer Filmproduktion.
Er spielte beim Österreichischen Rundfunk außerdem in zwei Folgen der Krimireihe Tatort an der Seite, und in der Folge Mord im Ministerium, auch unter der Regie von Fritz Eckhardt.

## Filmografie
- 1971: Der Prokurator oder Die liebe der schönen Bianca (Fernsehfilm)
- 1972: Die Abenteuer des braven Soldaten Schwejk (Fernsehserie)
- 1974: Tatort: Mord im Ministerium
- 1974: Hallo – Hotel Sacher... Portier! – Das Mädchen Lillian
- 1974: Das Manifest
- 1975: Vollmacht zum Mord (Permission to Kill)
- 1976: Unternehmen V2
- 1977: Casanova & Co.
- 1977: Hilfe, ich bin eine männliche Jungfrau (Casanova & Company)
- 1978: Holocaust – Die Geschichte der Familie Weiß
- 1979: Monique, mein heißer Schoß
- 1986: Tatort: Wir werden ihn Mischa nennen